# Ізабель Корніш
Ізабель Корніш (англ. Isabelle Cornish; нар. 22 липня 1994 року, Локінвар, Австралія) — австралійська акторка. Найбільш відома за роллю Кристал у телесеріалі «Надлюди».

## Життєпис
Ізабель Корніш народилася 22 липня 1994 року в селі Локінвар (штат Новий Південний Уельс, Австралія). Дитинство провела на фермі своїх батьків у місті Хантер-Веллі разом із трьома братами та сестрою Еббі Корніш (акторка, реперка й зоозахисниця). Ізабель закінчила театральну школу Hunter School of the Performing Arts. Корніш — вегетаріанка.

## Кар'єра
З березня 2012 року Корніш грала епізодичну роль Крісті Кларк у телесеріалі «Додому і в дорогу». На початку 2014 року акторка знялася у драматичному фільмі «Море вогню», зйомки якого проходили у Ванкувері (Канада). У березні 2017 року отримала головну роль Кристал у телесеріалі Marvel Inhumans «Надлюди». Він недовгий час транслювався по американській телевізійній мережі ABC.

## Фільмографія
| Рік       |    | Українська назва              | Оригінальна назва      | Роль           |
| --------- | -- | ----------------------------- | ---------------------- | -------------- |
| 2011      | с  | Спецвідділ з порятунку        | Rescue Special Ops     | Лілі Ріган     |
| 2012      | с  | Танцювальна академія          | Dance Academy          | Ельке          |
| 2012      | с  | Додому і в дорогу             | Home and Away          | Крісті Кларк   |
| 2012      | кф |                               | Arc                    | Софі           |
| 2012—2014 | с  | Добре вперше                  | Puberty Blues          | Вікі           |
| 2014      | ф  | Море вогню                    | Sea of Fire            | Мерель Кесович |
| 2017      | ф  | День Австралії                | Australia Day          | Хлоя Паттерсон |
| 2017      | с  | Надлюди                       | Inhumans               | Кристал        |
| 2021      | с  | Дев'ять ідеальних незнайомців | Nine Perfect Strangers | Лулу           |

## Відзнаки та нагороди
У 2013 році організація PETA назвала акторку найсексуальнішою вегетаріанкою Австралії .